# Gabe Nevins
Gabriel "Gabe" Nevins (Portland, Oregon, 26 de agosto de 1992) é um ator norte-americano que estrelou em 2007 o filme de Gus Van Sant, Paranoid Park. O filme estreou no Festival de Cannes como um dos 22 filmes na competição, e ganhou o prêmio especial de aniversário de 60 anos.
Nevins foi escalado para o papel principal no filme, embora estivesse fazendo testes para ser um skatista extra.
Nevins frequentou a Rex Putnam High School.

## Filmografia
| Filmes | Filmes                           | Filmes                           | Filmes                           | Filmes                    |
| Ano    | Título Original                  | Título (Brasil)                  | Título (Portugal)                | Papel                     |
| ------ | -------------------------------- | -------------------------------- | -------------------------------- | ------------------------- |
| 2007   | Paranoid Park                    | Paranoid Park                    | Paranoid Park                    | Alex                      |
| 2008   | Wendy and Lucy                   | Wendy and Lucy                   | Wendy and Lucy                   | Adolescente de carro      |
| 2010   | Some Days Are Better Than Others | Some Days Are Better Than Others | Some Days Are Better Than Others | Empregado da loja         |
| 2010   | Rachel                           | Rachel                           | Rachel                           | Garoto 1 (curta-metragem) |
| 2010   | Will                             | Will                             | Will                             | Will (curta-metragem)     |